# Peter Ronild
Peter Vilhelm Ronild (* 25. September 1928 in Frederiksberg; † 1. Juni 2001 in Kopenhagen) war ein dänischer Journalist, Autor, Drehbuchautor und Schauspieler.
Ronild nahm in den 1960er Jahren in der dänischen Literatur eine wichtige Rolle ein. Darüber hinaus war er Verfasser erfolgreicher Fernsehfilme. Er arbeitete mit Stars wie Geraldine Chaplin, Diane Cilento und Oliver Reed. Als Schauspieler spielte er in den Filmen Walter & Carlo Op pa Fars hat (1985), Koks i kulissen (1983), Stroemer (1976), Zero Population Growth (1972), and I Morgen, Min Elskede., Tænk på et tal deutscher Titel Geld zum zweiten Frühstück (1969).